# Hjer
Hjer (ili her; stsl. hĕrъ) je naziv za slovo glagoljice i stare ćirilice. 
Koristilo se za zapis glasa /h/, te u glagoljici kao broj 600. Slovo nalikuje grčkom slovu eta i latiničnom H (usporedi i malo latiničko slovo h), što su vjerojatno bili uzori.
Standard Unicode i HTML ovako predstavljaju slovo hjer u glagoljici:
|                   | Unikod | Unikod                         | HTML     | HTML | izgled ovisi o pregledniku | poveznice (engl.)                |
| k. točka          | naziv  | kod                            | entitet  |      | izgled ovisi o pregledniku | poveznice (engl.)                |
| ----------------- | ------ | ------------------------------ | -------- | ---- | -------------------------- | -------------------------------- |
| veliko slovo hjer | U+2C18 | GLAGOLITIC CAPITAL LETTER HERU | &#x2C18; | nema | Ⱈ                          | detaljni podaci test preglednika |
| malo slovo hjer   | U+2C48 | GLAGOLITIC SMALL LETTER HERU   | &#x2C48; | nema | ⱈ                          | detaljni podaci test preglednika |

## Napomene
1. ↑  Nazivi glagoljskih slova izvorno su na staroslavenskome, koji ima neke glasove kojih u hrvatskome nema. Prilagodba originalnih naziva na hrvatski nije jednoznačna. Nazivi ovdje su prema tablici u Hrvatskoj općoj enciklopediji, svezak 4, »Glagoljica«, s tim da se nazalni glasovi ę i ǫ, koji se u enciklopediji bilježe kao en i on, zamjenjuju s e i u, što su najčešći odrazi tih glasova u hrvatskom (stsl. imę, rǫka prema hrv. ime, ruka). To donekle odstupa od uvriježenih naziva u dijelu literature.

## Vanjske poveznice
- Definicija glagoljice u standardu Unicode (PDF) (eng.)
- Stranica R. M. Cleminsona, s koje se može instalirati font Dilyana koji sadrži glagoljicu po standardu Unicode (eng.)